# Grundschule an der Marie

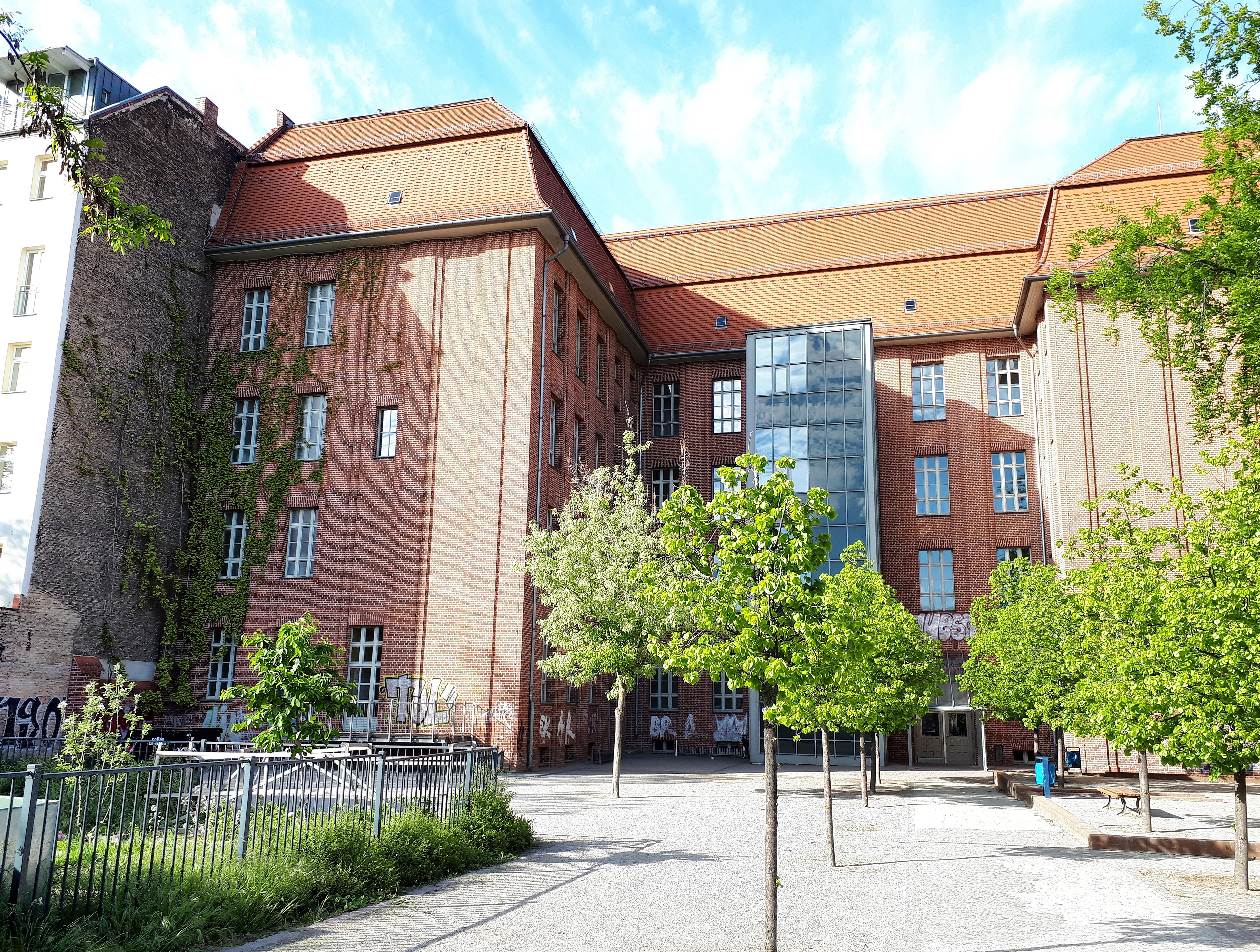
Schulhof

Die Grundschule an der Marie ist eine Grundschule im Berliner Ortsteil Prenzlauer Berg im Bezirk Pankow mit offenem Ganztagesangebot. In der Schulanfangsphase gibt es jahrgangsübergreifende Lerngruppen. Das Gebäude wurde 1907–1908 als 239. und 296. Gemeindeschule von Stadtbaurat Ludwig Hoffmann errichtet und ist ein gelistetes Baudenkmal.

## Geschichte der Gebäude
Die Schule entstand 1908 als 239. katholische Gemeindeschule für Mädchen und 1909 als 296. katholische Gemeindeschule für Knaben, weshalb zwei Eingänge von der Christburger Straße vorhanden sind. Während des Ersten Weltkriegs diente das Gebäude als Reservelazarett.
Im Jahre 1908 entstand das Lehrerwohnhaus. Im April 1932 löste sich schließlich die katholische Knabenschule auf. Drei Jahre später zog 1935 eine gemeinsame Schule für katholische Knaben- und Mädchenklassen in das Gebäude. Zum Ende des Zweiten Weltkriegs wurde die Schule 1945 wiederum als Lazarett und Behelfskrankenhaus genutzt. In der Zeit der DDR entstand im Gebäude eine Poliklinik, die bis 1992 abgewickelt wurde. Danach stand das Gebäude leer.
Von 1994 bis 1999 wurde das Schulgebäude im Zuge eines Infrastrukturprojekt für 25 Millionen Mark einer umfassenden Sanierung zugeführt und der Schulhof wurde angelegt. Nach dem Umbau und zum Beginn des Schuljahres 1999/2000, zog die 5. Grundschule Prenzlauer Berg in das Gebäude. Derzeit nutzt die 4. Grundschule Berlin-Pankow das Gebäude.
Das Lehrerhaus wurde zunächst nicht saniert und verfiel. Auf Drängen von Eltern wurde das Haus gesichert und es entstand die Idee dort einen Kieztreff einzurichten. Schließlich begann 2003 die Sanierung. Im Jahr 2005 konnte das Lehrerhaus als Freizeithaus eröffnen werden. Es wird unter freier Trägerschaft als Hort und gemeinsam mit dem Jugendamt als Kinder- und Jugendklub genutzt.

## Schulprofil
Die Grundschule an der Marie ist eine Ganztagsschule in offener Form. Sie bietet eine Schulanfangsphase mit jahrgangsübergreifendem Lernen (JüL) und ist seit dem Schuljahr 2013/14 Berlins 1. offizielle „Kinderrechteschule“ und dafür mit einem Zertifikat des Kinderhilfswerks ausgezeichnet worden. Kooperationen mit verschiedenen Kindertagesstätten, Schulhorten, dem angrenzenden Jugendclub Gartenhaus, dem Sportverein Alba und der Humboldt-Universität ermöglichen eine Erweiterung und Vertiefung des Unterrichts und eine Ergänzung der Freizeit- und Arbeitsgemeinschaftsangebote der Schule. Zudem wird durch die Schulstation „Rettungsboot“ seit 2001 Unterstützung für Kinder und Eltern angeboten. Im Erdgeschoss befindet sich ein Förderraum für Kinder mit Lese-Rechtschreib-Störung.
Als Grundvoraussetzung für die Inklusion Aller ist das komplette Gebäude barrierefrei und mit zwei Fahrstühlen erschlossen. Sanitäre Anlagen befinden sich auf allen Etagen.

## Förderverein
Der Förderverein der Grundschule an der Marie e. V. „unterstützt und fördert die Erziehungsarbeit der Grundschule an der Marie“, meist durch finanzielle Mittel, die durch Mitgliedsbeiträge der Mitglieder gesammelt werden. Der Verein unterstützt verschiedene Aktivitäten im Schulalltag, wie z. B. den Medienworkshop, die Schülerzeitung, Lizenzen für Lernprogramme usw.

## Baubeschreibung

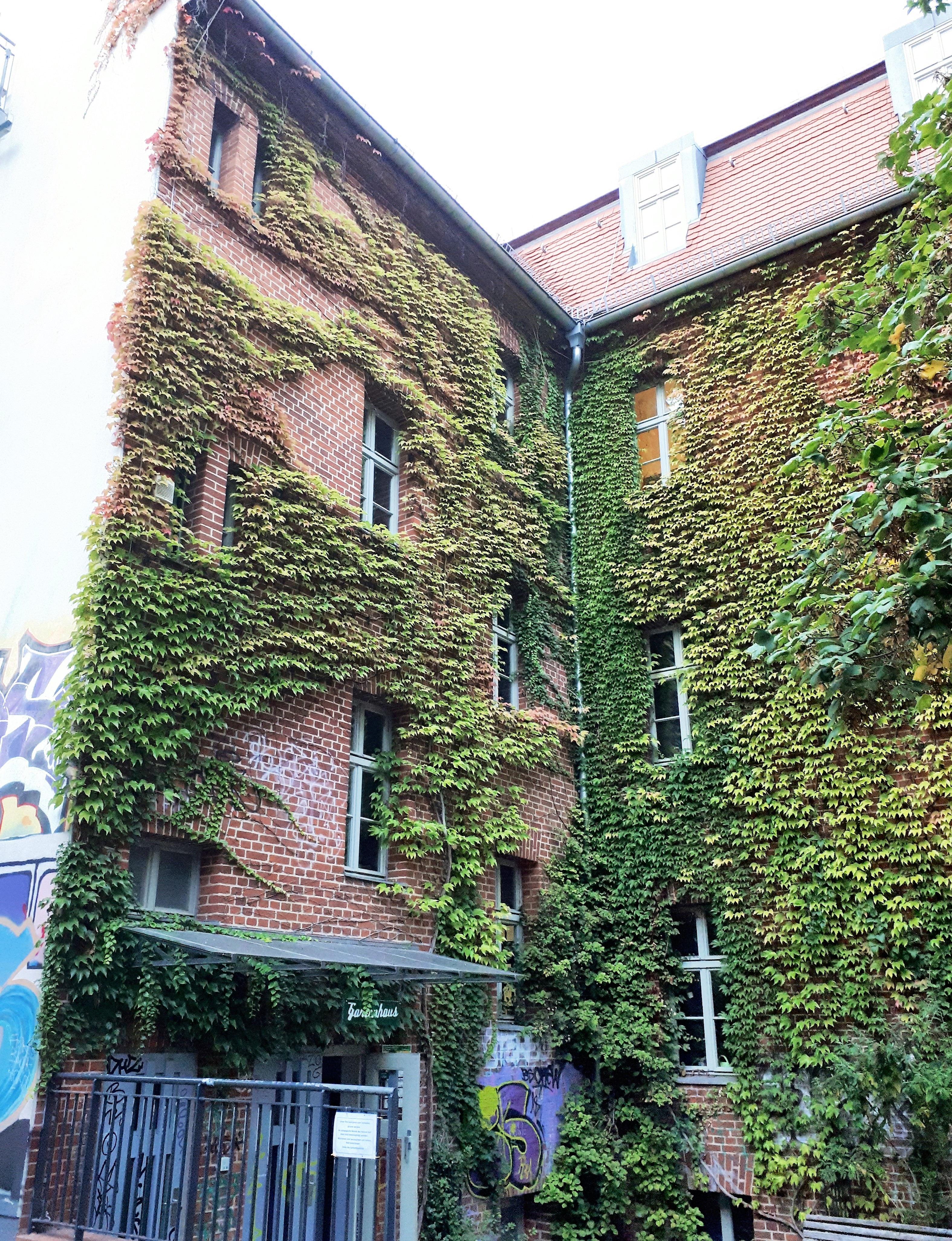
Hort und Jugendclub Gartenhaus

Das 90 m lange Hauptgebäude der Schule entstand als Blockrandbebauung in einer bereits mit Wohnhäusern bebauten Straße. Das heutige Baudenkmal ist rund drei Meter von der Baufluchtlinie abgesetzt und durch einen massiven Zaun begrenzt. Dazwischen befindet sich ein Grünstreifen, der mit Koniferen bepflanzt ist. Hierdurch wird der bedrückende Eindruck des viergeschossigen Gebäudes gemildert und die Höhe relativiert. Das Gebäude stellt den strengsten Typ der Hoffmannschen Schulbauten dar. Das dreiflügelige Gebäude ist durch die Fassade aus roten Klinkersteinen und hohen Fenstern charakterisiert, die in fünf Abschnitte unterteilt sind und die Fassade gliedern. Durch die strenge vertikale Gliederung, die an Sakralbauten erinnert, wirkt die Schule monumental. Die Fenster mit Rundbogen sind in Dreiergruppen angeordnet und die gliedernden Abschnitte der Fassade in jeweils drei Gruppen durch Lisenen unterteilt. Die Rückseite der Schule öffnet sich zu einem mit Bäumen bepflanzten Schulhof, der sich zum Stadtplatz Marie fortsetzt und zu diesem ebenfalls mit einem massiven Zaun abgetrennt ist. Angegrenzt steht auch das 1908 entstandene Lehrerhaus, das im gleichen Stil wie das Hauptgebäude gestaltet wurde. Ein Eingang vom Schulhof in das Gartenhaus an der Marie ist vorhanden.
Zwei Korbbogendurchfahrten lassen sich auf die damalige Unterteilung in Knaben- und Mädchenschule zurückführen. Die Zaunpfosten der Eingangstore sind mit einem Hund und einer Katze geschmückt. Über den Bogenfenstern befinden sich Kinderfiguren aus Terrakotta, die die Strenge der Fassade mildern und das Gebäude als Gemeindeschulhaus identifizieren. Seit der Zusammenarbeit des Architekten Karl Friedrich Schinkel mit dem Tonwaren-Fabrikanten Tobias Feilner gab es in Berlin eine Tradition von Werkstätten für baukeramischen Schmuck.
Hoffman zitiert bei seinem Bau durch die vertikale Gliederung und die Verwendung von Backstein die Backsteingotik, bzw. Neugotik sowie mit den Dreierfenstern und Rundbögen die Renaissance. Entwurf und Ausführung entstanden gemeinsam mit den Magistratsbauräten Matzdorff und Neumann sowie den Architekten Rohmeyer und Gerecke. Die Skulpturen und der Zaun mit Tor sind Werke des Bildhauers Ignatius Taschner, der auch die Figuren des Märchenbrunnens im Volkspark Friedrichshain gestaltet hat.

Historische Bilder von 1912
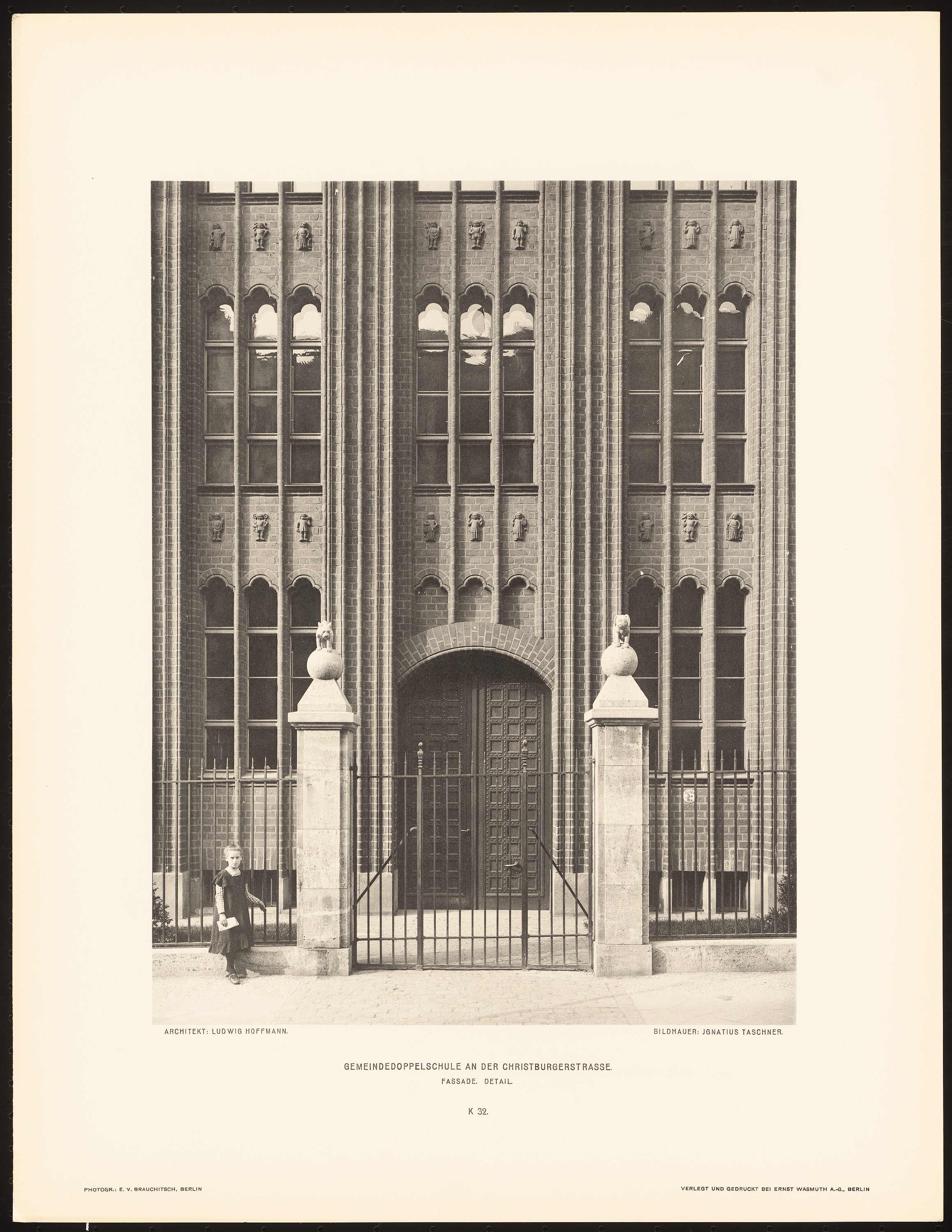
Eingangstor
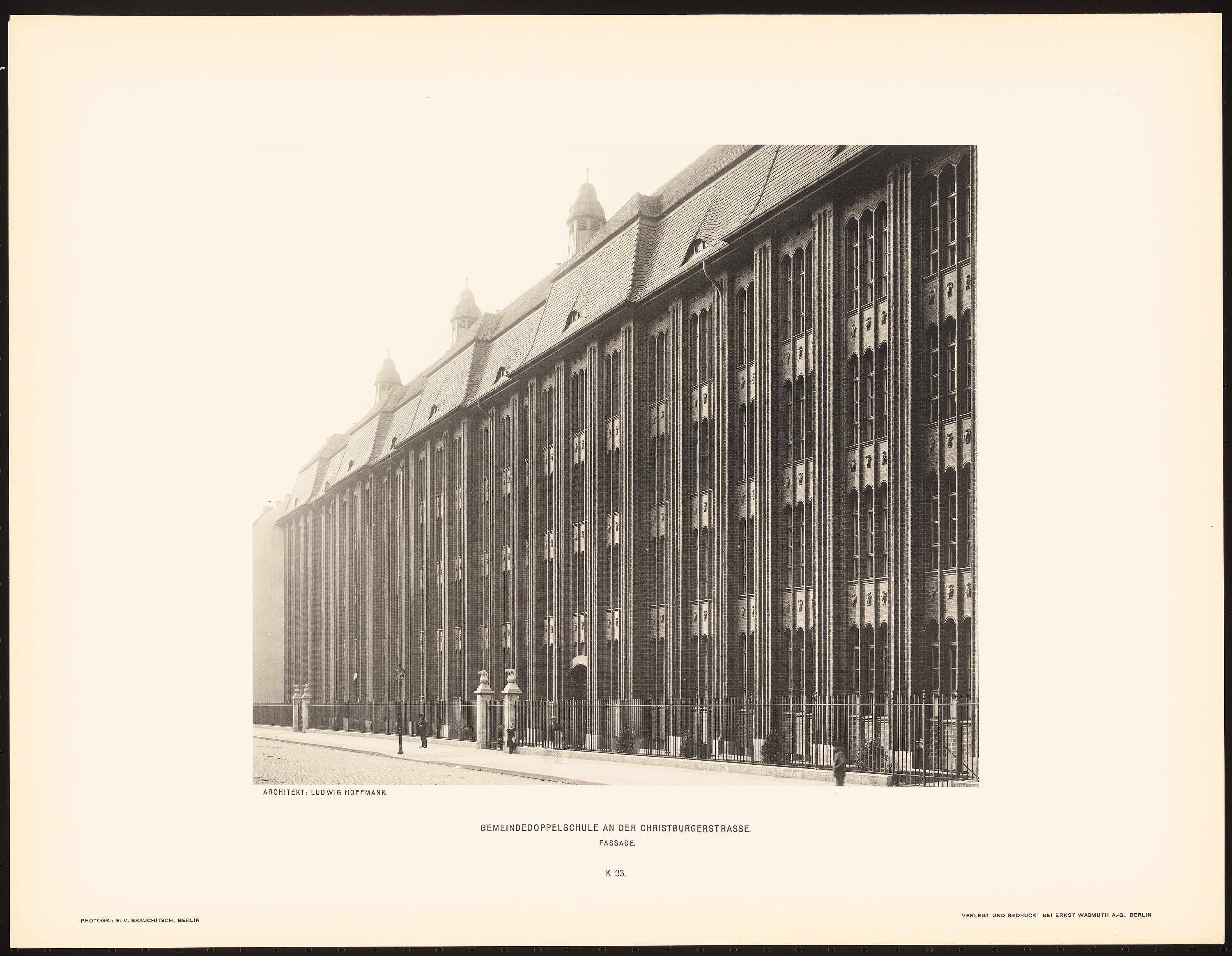
Frontansicht
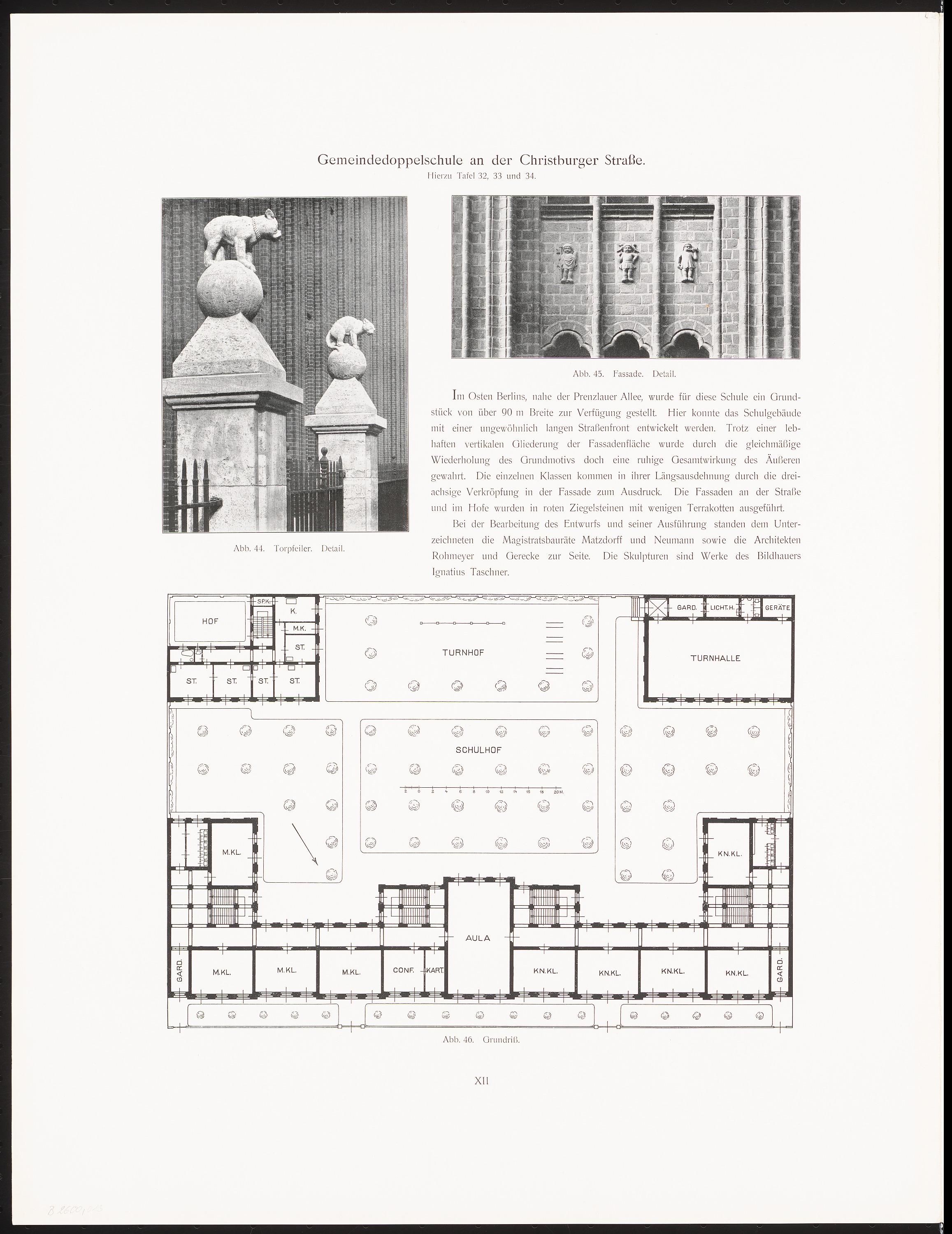
Grundriss
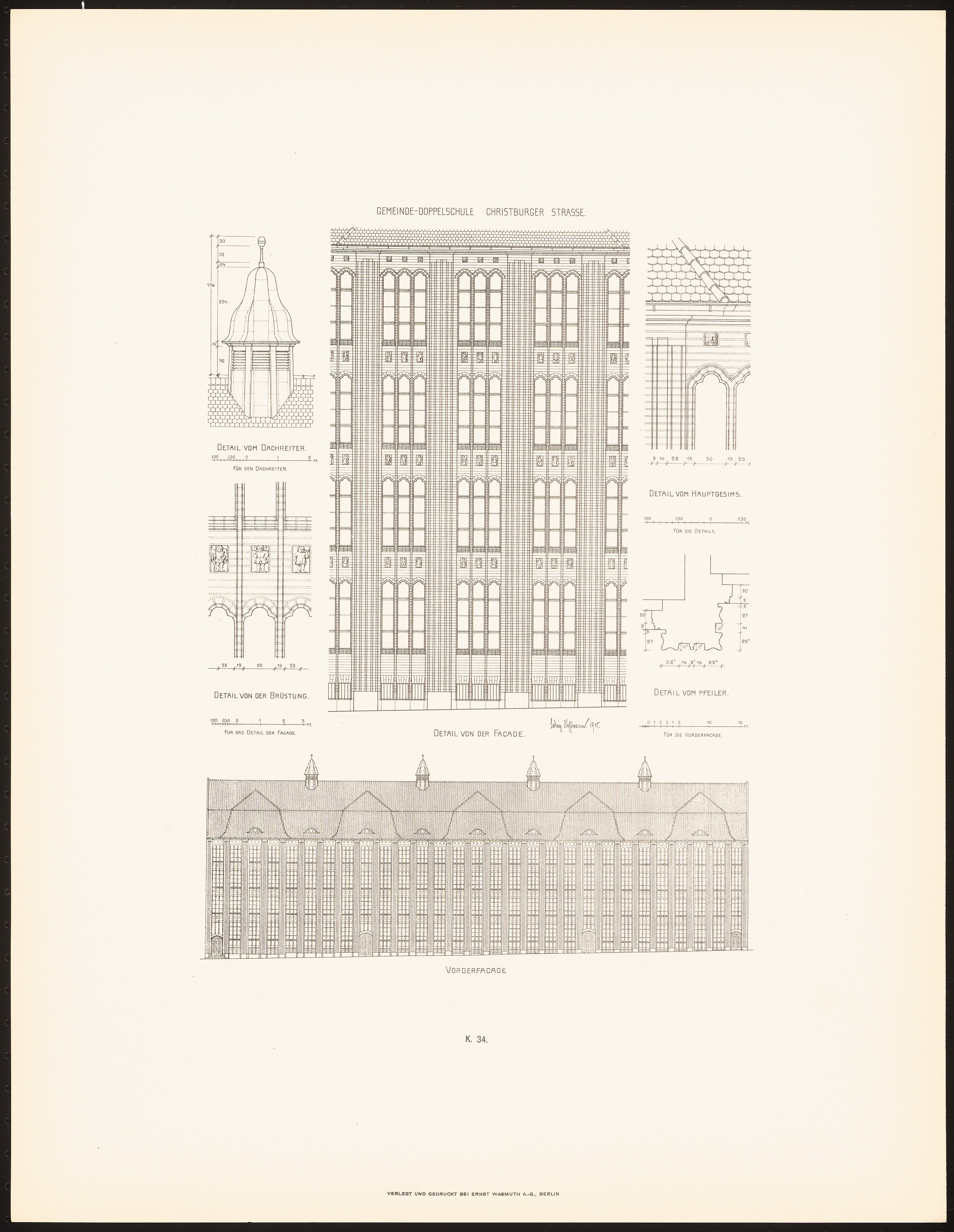
Detail